# Гълъбова опашка
Гълъбовата опашка (Macroglossum stellatarum) е вид насекомо от семейство Sphingidae. Дългият хобот и способността ѝ да смуче нектар в стоящ полет я правят да прилича забележително на колибри.
Разперът на крилата ѝ е около 4 – 5 cm. Предните крила са сивокафяви на цвят, а задните – оранжеви. Има сравнително добра способност за разпознаване на цветовете. Разпознава главно две групи багри – синьо и жълто, и подобно на пчелата не различава червения от черния цвят.
Разпространена е в северната част на Стария свят от Португалия до Япония, но пребивава само в топъл климат (Южна Европа, Северна Африка и на изток). През зимата рядко оцелява в северните ширини, на север от Алпите в Европа, и на север от Кавказ в Русия.
Лети през деня, особено при ярка слънчева светлина, по здрач, но също така и по време на дъжд.